# 保加利亚社会民主工党（紧密派社会主义者）
保加利亚社会民主工党（紧密派社会主义者）（羅馬化：Balgarska rabotnicheska sotsialdemokraticheska partia (tesni sotsialisti)）是保加利亚的一个马克思主义政党。1903年，保加利亚社会民主工党在该党的第十次代表大会上发生分裂，一派形成保加利亚社会民主工党（紧密派社会主义者），另一派形成保加利亚社会民主工党（广泛派社会主义者）。1919年5月28日，保加利亚社会民主工党（紧密派社会主义者）改组为保加利亚共产党（紧密派社会主义者）。